# Nina Liu

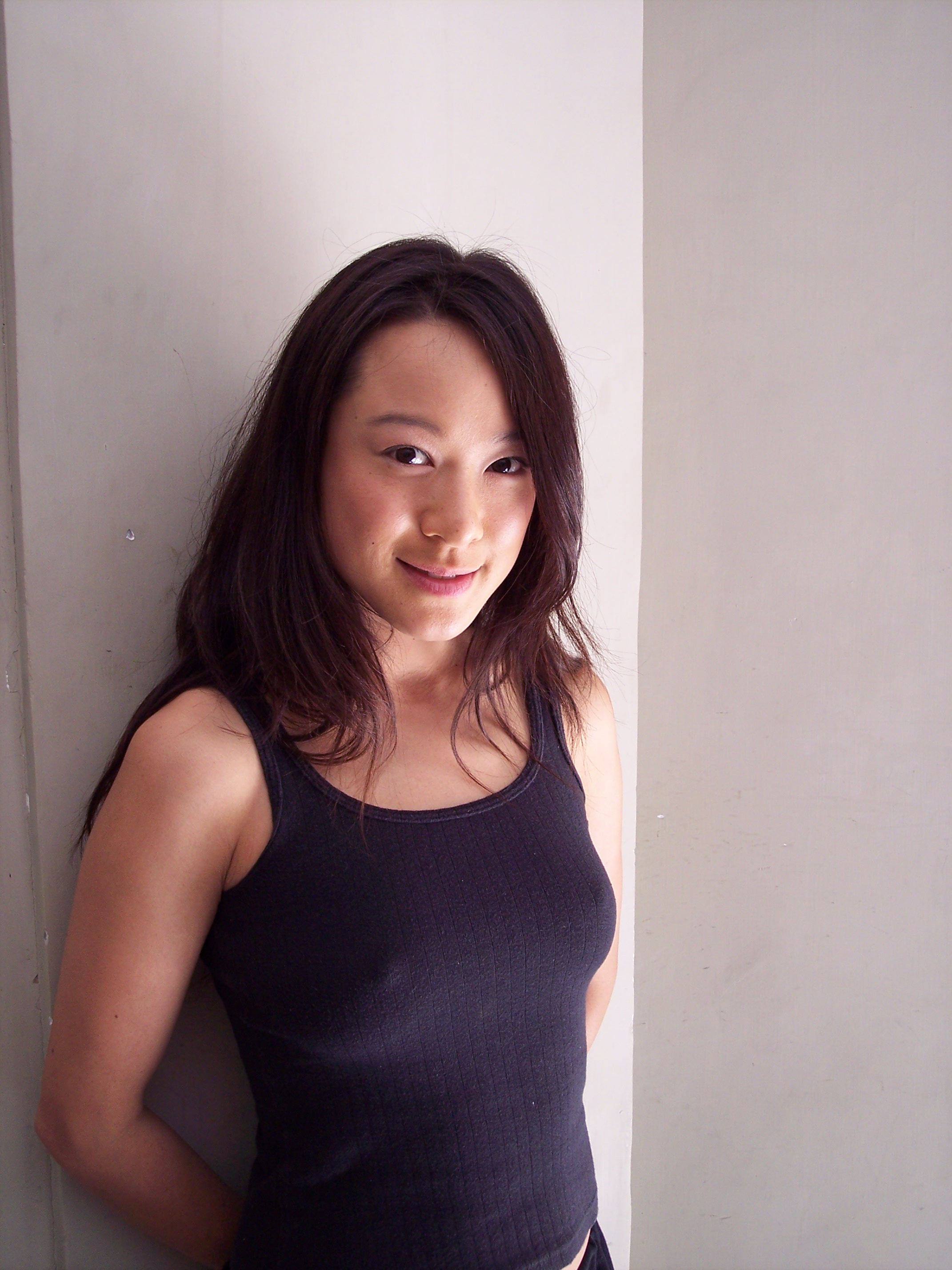
Nina Liu

Nina Liu (* 15. Juni 1977 in Sydney) ist eine in Deutschland lebende australische Schauspielerin chinesischer Abstammung.

## Leben
Liu trat zuerst in einem Werbespot für die Kampagne Do The Right Thing auf. Im preisgekrönten Film Floating Life aus dem Jahr 1996 übernahm sie die Rolle von Apple. In den Jahren 1996 bis 1998 spielte sie in der Fernsehserie Heartbreak High. Im Jahr 2002 absolvierte sie nach einem dreijährigen Studium die Western Australian Academy Of Performing Arts. Im Fantasyfilm Warriors of Virtue: The Return to Tao aus dem Jahr 2002 spielte sie eine der größeren Rollen.
Bekannt machte sie die Rolle von Chloe in der preisgekrönten Fernsehserie The Secret Life of Us. Im preisgekrönten Thriller Little Fish (2005) spielte sie an der Seite von Cate Blanchett und Sam Neill. In dem deutschen Filmdrama Jahr des Drachen von 2012 verkörpert sie in einer tragenden Rolle die vietnamesische Prostituierte Huong.
Nina Liu ist mit einem Deutschen verheiratet und lebt in Berlin.

## Filmografie (Auswahl)
- 1995: Spellbinder – Gefangen in der Vergangenheit
- 1996: Floating Life
- 1996–1998: Heartbreak High (Fernsehserie)
- 1998: Das Frühlingserwachen (Liu Awaiting Spring)
- 2001: Something in the Air (Fernsehserie)
- 2002: Warriors of Virtue: The Return to Tao
- 2003: The Secret Life of Us (Fernsehserie)
- 2003: Welcher & Welcher (Fernsehserie)
- 2005: Little Fish
- 2007: Armageddon – der Einschlag (Dokumentation)
- 2008: Mamas Flitterwochen
- 2009: Am seidenen Faden
- 2010: Hippie Hippie Shake
- 2012: Jahr des Drachen
- 2025: Exterritorial